# Fassaladougou
Fassaladougou est un village situé dans le département de Kankalaba de la province de Léraba dans la région des Cascades au Burkina Faso.

## Géographie
Un des huit villages de la commune rurale de Kankalaba, Fassaladougou est situé au Sud de la dite commune en allant de Kankalaba vers Ouéléni, à environ 9km de Kankalaba et 4km de Ouéléni.

## Histoire
fondée par Fan'an salah (amuser sa force) venu de kassignanga.